# Redshift Wild 3
Redshift Wild 3, kortweg RW3 genoemd, is het derde (grotendeels) live opgenomen album van Redshift. Dit elfde album van de muziekgroep bevat muziek die gedurende de loop der jaren is opgenomen tijdens concerten die de band gaf. De band was nogal aan personeelswisselingen onderhevig, de muziek bleef daarbij grotendeels ongewijzigd, leidende man achter Redshift is Mark Shreeve.

## Musici
- zie tracklisting

## Tracklist
| Nr. | Titel                                                                           | Duur |
| --- | ------------------------------------------------------------------------------- | ---- |
| 1.  | Redshift 08 (opname november 2008; Ian Boddy, Julian en Mark Shreeve)           |      |
| 2.  | Shift to blue (repetitie-opname 2008; zie track 1)                              |      |
| 3.  | Schlachthof-fünf (opname Eindhoven 2004; James Goddard, Julian en Mark Shreeve) |      |
| 4.  | Broken world (studio-opname 1996; zie track 3)                                  |      |

Track 1 is opgenomen tijdens de zevende versie van Hampshire Jam Festival; track 3 tijdens E-live georganiseerd door Groove Unlimited.